# プレファイユ
プレファイユ （Préfailles）は、フランス、ペイ・ド・ラ・ロワール地域圏、ロワール＝アトランティック県のコミューン。

## 地理

県におけるプレファイユの位置

プレファイユは歴史的にブルターニュの一部で、伝統的な地方区分ではペイ・ド・レ、歴史的な地方区分ではペイ・ナンテに属している。
プレファイユはコート・ド・ジャード（fr:Côte de Jade、翡翠海岸）の一部であり、サン＝ナゼールの南25km、ナントの55km南西にある。コミューンにあるサン・ジルダス岬は、ペイ・ド・レの最西端である。
1999年にINSEEがまとめた順位表によれば、プレファイユは都市圏に属さない都市型コミューンである。
コミューン内を横切る河川はなく、その地形は比較的平坦であり、平均標高は5mである。コミューンはいくつかの谷が交差している。
海岸はサン・ジルダス岬の両側、北西を南側にある。それは切り刻まれた岩がちな海岸である。こうした切り立った危険な崖や岩場によって、砂浜の連続がさえぎられる。南の海岸はノワールムティエ島に面しており、ブルニューフ湾の北の入り口となっている。海岸からは、ノワールムティエ島と小さなピリエ島を見ることができる。

## 由来
地元で話されるガロ語でプレファイユをPréfaylhという。ブルトン語ではPradvaelと訳される。

## 歴史

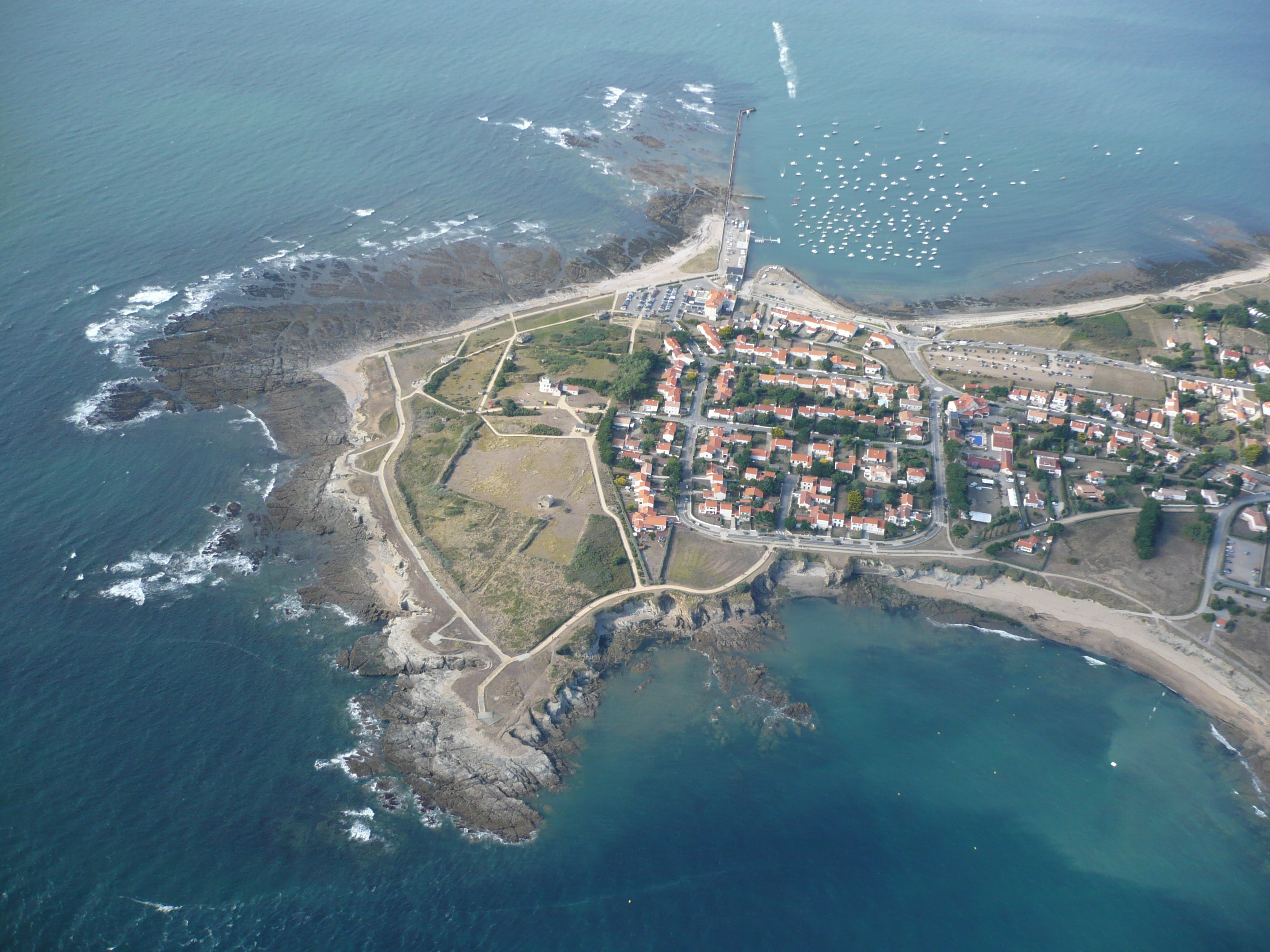
サン・ジルダ岬

8世紀、聖ギルダスはこの地に上陸した。上陸した地点を現在彼の名を冠してサン・ジルダ岬と呼ぶ。
プレファイユに最初の夏の家が現れたのは1743年である。1788年には鉄を含む温泉水の水源が見つかり、1812年から何百人もの湯治客が恩恵にあずかった。19世紀、プレファイユは既に鉄泉のキルアール水源のおかげで有名な夏のリゾート地となっていた。1900年、イポリット・デュラン・ガスランはこの水源を開発する手法を研究した。当時、毎時250リットルの水があふれており、医師たちは水が持つ癒しの力をありがたがっていた。
1906年、プレファイユが行政上依存するラ・プレーヌ・シュル・メールから鉄道路線が到達した。1908年、それまでただの集落でしかなかったプレファイユは独立したコミューンとなった。
1931年、サン・ジルダス岬は遊覧船遭難の目撃者となった。ノワールムティエ島からの帰路であったサン・フィリベール号には500人のナント市民が乗船していた。難破の生存者はたった8人だった。
1939年、ポルニック-パンブフ鉄道路線が廃止され、バス路線に置き換えられた。

## 人口統計
| 1962年 | 1968年 | 1975年 | 1982年 | 1990年 | 1999年 | 2006年 | 2011年 |
| ------ | ------ | ------ | ------ | ------ | ------ | ------ | ------ |
| 619    | 601    | 628    | 775    | 857    | 1038   | 1182   | 1236   |

参照元:1999年までEHESS/Cassini、2004年以降INSEE

## 姉妹都市
- ヴィラズ、フランス